# Nanna Huolman
Nanna Marjo Huolman, född 25 november 1970 i Göteborg, är en svensk filmregissör. 

## Biografi
Nanna Huolman är uppvuxen i en finsk arbetarklassfamilj i Hjällbo i Angered. Hon fick sin utbildning på Filmhögskolan i Göteborg, nuvarande Akademin Valand där hon gick i pionjärklassen, och uppmärksammades 2007 för sin långfilm Kid Svensk. Filmen, inspirerad av Huolmans egen erfarenhet av att växa upp mellan två kulturer, handlar om tolvåriga Kirsi (Kid) som sommaren 1984 motvilligt följer med sin mamma till familjens släktingar i Karelen i Finland. Det blir en resa som väcker starka känslor och tvingar dem alla att konfronteras med sina rötter. Kid Svensk blev uttagen till visning på den 42:a Karlovy Vary International Film Festival i Tjeckien.
Kortfilmen ABC, som handlar om två 16-åriga fotbollstjejer som tar itu med oönskade sexuella inviter och som visats på SVT, hade sin premiär på Göteborg Film Festival 2013. Huolmans kortfilm Leka färdigt (Play Time) visades på Berlin Film Festival 2015.
Nanna Huolman har även regisserat tre av sex avsnitt av SVT:s dramaserie 183 dagar från 2009.

## Filmografi
Informationen hämtad från Svensk Filmdatabas och Nordic Women in Film.
- Bitch & Butch (2003)
- Flamingo (2003)
- Kid Svensk (2007)[12]
- 183 dagar (2009)
- ABC (2013)
- En dag på fabriken (2014)
- Leka färdigt (2015)[13]